# Sandro Wagner
Sandro Wagner (Munique, 29 de novembro de 1987) é um ex-futebolista e atual auxiliar alemão que atuava como atacante. Atualmente é auxiliar na Seleção Alemã e na Seleção Alemã sub-20.

## Carreira
Wagner começou a carreira no Bayern Munique.

## Títulos
Bayern de Munique
- Campeonato Alemão: 2007–08, 2017–18
- Copa da Liga Alemã: 2007
- Supercopa da Alemanha: 2018

Alemanha
- Copa das Confederações FIFA: 2017